# 코스모스 (출판사)

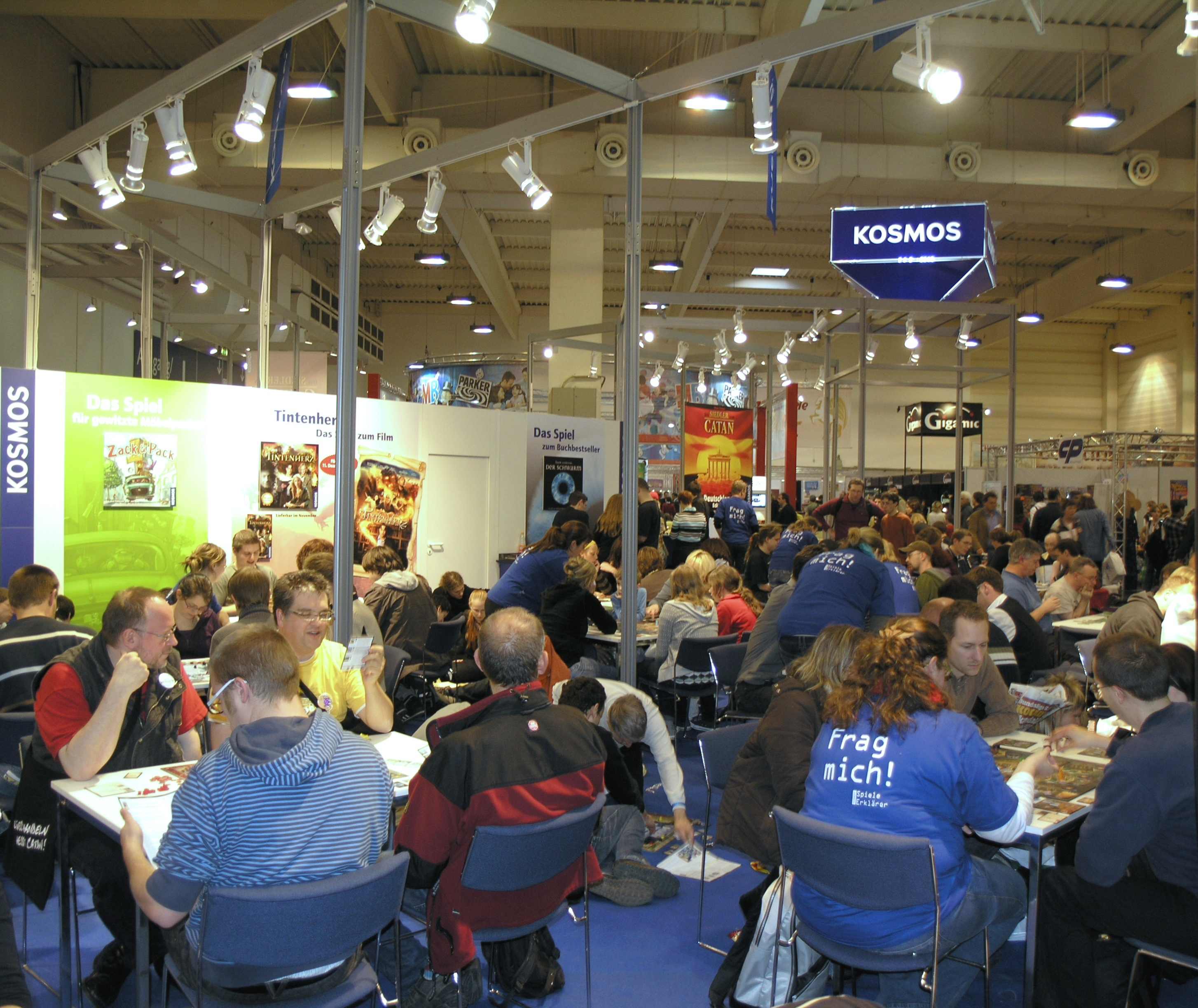
2008년 독일 에센에서 열린 게임 전시회에 참여한 코스모스

프랑크-코스모스 출판 유한회사(독일어: Franckh-Kosmos Verlags-GmbH & Co.), 약칭 코스모스(독일어: Kosmos)는 독일 슈투트가르트의 출판사이다. 1822년에 요한 프리드리히 프랑크(Johann Friedrich Franckh)에 의해 설립되었으며 19세기에 빌헬름 하우프의 동화와 에두아르트 뫼리케의 문학 작품을 출판했다.
1903년에는 과학과 기술에 대한 대중의 관심에 부응하여 "자연의 친구 클럽"(Gesellschaft der Naturfreunde)을 설립했으며 1912년까지 100,00명의 회원이 월간 과학 잡지 《코스모스》(Kosmos)을 구독했다. 1920년대에는 어린이 소설과 코스모스 과학 실험 키트를 출시했다.
코스모스는 논픽션 도서, 어린이 도서, 과학 실험 키트, 보드 게임 등을 생산하고 있다. 특히 1995년에는 카탄의 개척자 보드 게임을 출시했다. 북아메리카와 영국에서는 템스 & 코스모스(Thames & Kosmos)에서 생산한다.

## 출시된 보드 게임
- 카탄의 개척자 (1995년 출시)
- 카후나 (1998년 출시)
- 로스트 시티 (1999년 출시)
- 우봉고 (2005년 출시)
- 라 보카 (2013년 출시)
- 임호텝 (2016년 출시)